# Musique festive de danses de Paris au XIXe siècle

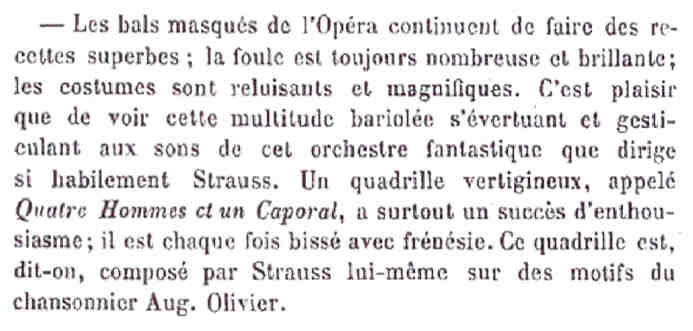
Échos des célèbres bals masqués de l'Opéra en 1863, dansants au son de la musique festive de danses de Paris au XIXe siècle. Le Strauss dont il s'agit ici est Isaac Strauss de Paris, alors plus célèbre dans la capitale française que les Strauss de Vienne.

La musique festive de danses de Paris au XIXe siècle est un genre musical français destiné à la fête et la danse dans la ville de Paris et qui prospéra au XIXe siècle. Elle compte des centaines de partitions, surtout des quadrilles. Elle est aujourd'hui oubliée, excepté quelques morceaux d'Émile Waldteufel, tels que « Amour et printemps » ou la « Valse des patineurs ». À son apogée, ce genre musical a donné lieu à un grand nombre de créations. À lui seul, Émile Waldteufel laisse un catalogue qui compte 300 titres. Cette musique n'est plus jouée depuis 150 ans mais pourrait être redécouverte par le biais du Carnaval de Paris.

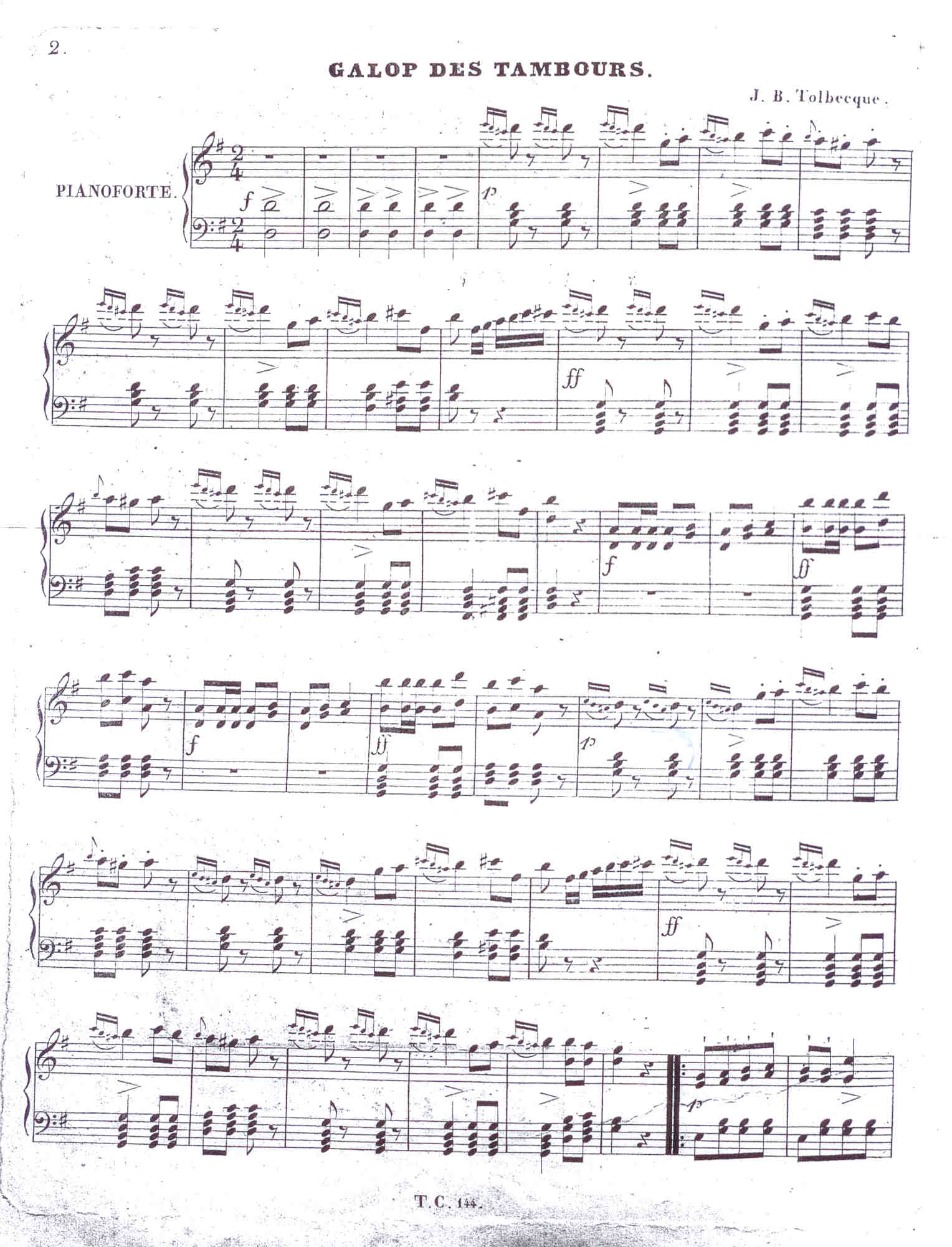

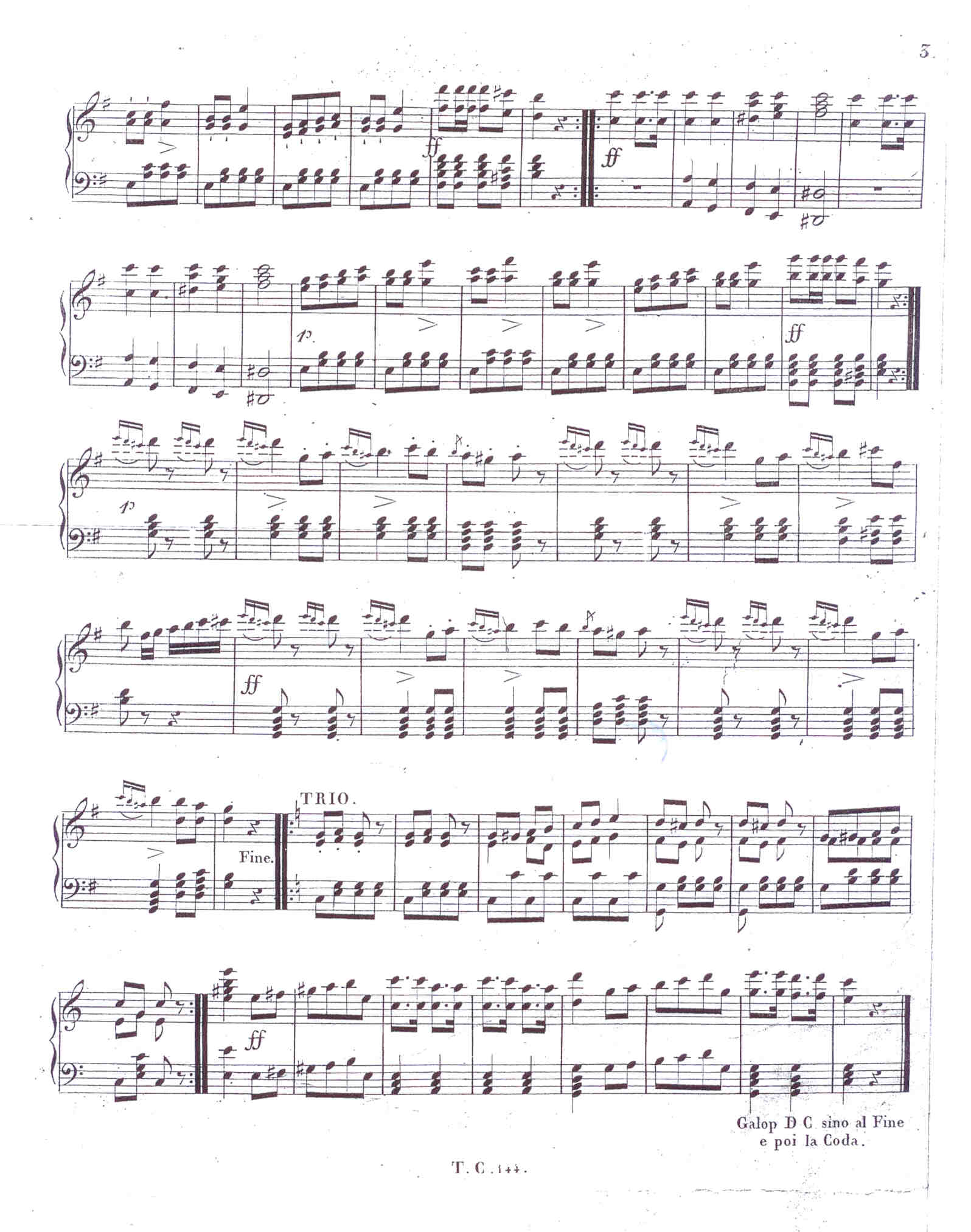

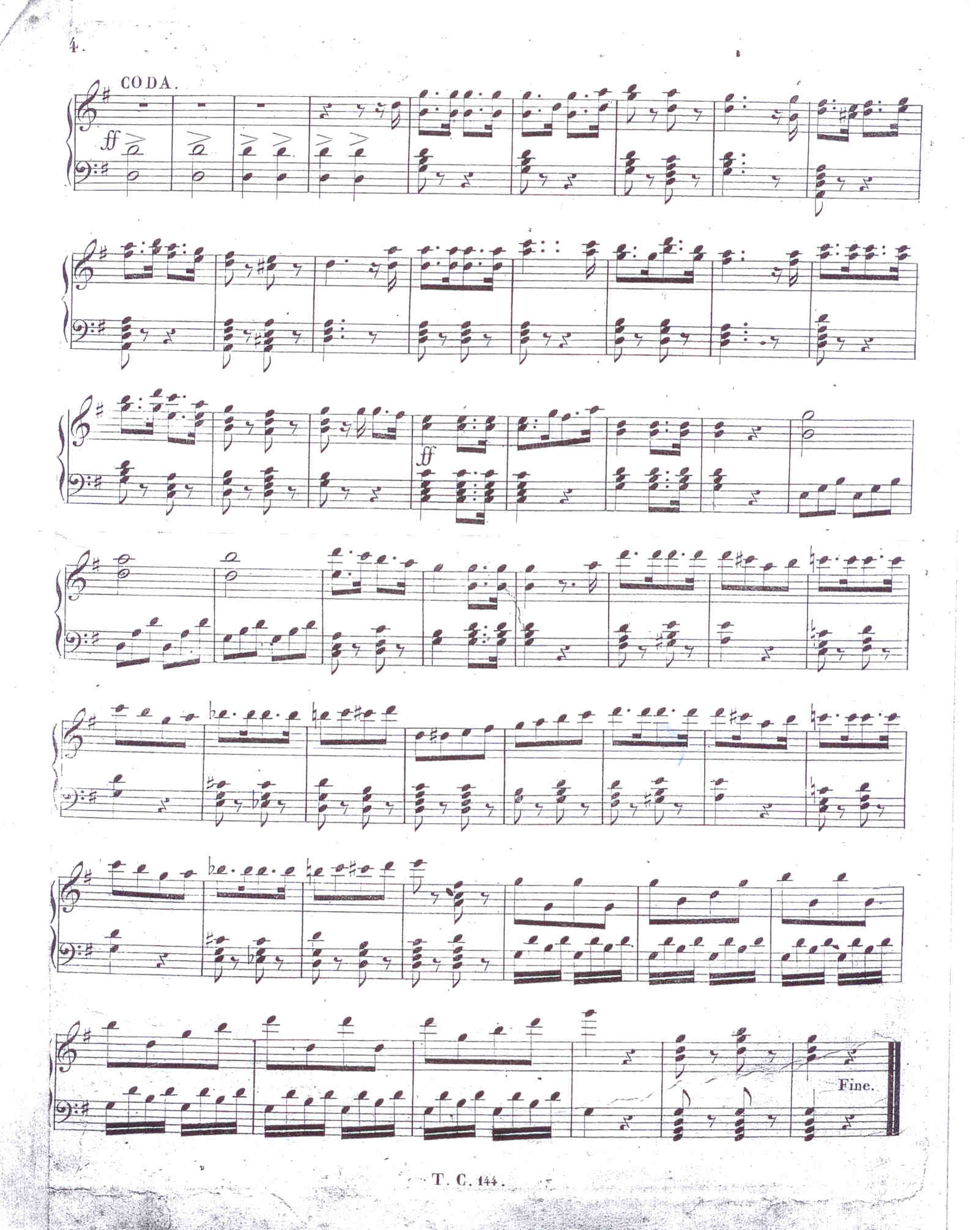
1839 - Jean-Baptiste-Joseph Tolbecque Galop des Tambours.

## Terminologie
« Musique festive de danses de Paris au XIXe siècle » cela fait très long. C'est pourquoi Basile Pachkoff, un de ceux qui s'efforcent de faire renaître et rejouer cette musique, a proposé en avril 2008 de baptiser cette musique oubliée qui n'a pas de nom, la « musique musardienne » en hommage à Philippe Musard qui en est un des plus illustres représentants.

## Histoire
Au XIXe siècle cette musique était aussi célèbre dans le monde que les valses de Vienne.
Au temps de la prospérité de cette musique festive, les Parisiens appelaient les Strauss autrichiens « les Strauss de Vienne », car pour eux il était évident que « Strauss » c'était Isaac Strauss, le Strauss de Paris qu'ils connaissaient.
Elle a marqué par son influence des musiques populaires de par le monde :
- le balakadri est le clou du bal de carnaval aux Antilles ;
- aux îles Mascareignes, à La Réunion et Maurice, on retrouve son influence dans la musique séga. À l'île Rodrigue elle a influencé la musique ségakordéon ;
- aux Seychelles, qui furent françaises jusqu'en 1810, elle a été une des sources d'inspiration de la musique kamtolé ;
- aux États-Unis on reconnaît son empreinte dans la square dance, où les indications sont données aux danseurs dans un langage étrange qui est en fait du français déformé ;
- l'influence de Paris se retrouve également dans les danses traditionnelles des francophones du Canada, notamment bien sûr au Québec.

## Caractéristiques
C'est une musique très joyeuse qui fait penser à Offenbach qui en a lui-même composé. Elle avait du son : ainsi par exemple Philippe Musard dirigeait au bal de l'Opéra un orchestre formé de 70 à 100 exécutants, l'orchestre de Jean-Baptiste-Joseph Tolbecque au bal du théâtre de la Renaissance comptait 40 tambours (un journaliste a même écrit qu'il en comptait 80).

## Les compositeurs
Dans la liste des compositeurs de musique festive de danses de Paris au XIXe siècle, on trouve des dizaines de Français, mais également des Belges qui vécurent à Paris : les frères Tolbecque, dont le plus illustre est Jean-Baptiste-Joseph Tolbecque. Et aussi Antoine Dessane, Québécois d'origine française, dont les manuscrits inédits sont conservés à la bibliothèque de l'Université Laval dans la ville de Québec.
Les deux plus illustres représentants de cette musique festive : Philippe Musard le Roi du Quadrille et Louis-Antoine Jullien, souvent présenté comme son « rival », furent mondialement célèbres. Musard connut Johann Strauss père et fut ami de Jacques Offenbach.

## Répertoire
Quelques partitions accessibles sur internet:
- A. Bohlman Sauzeau : Le Tintamarre Parisien - Quadrille carnavalesque (couv+5 p)[4];
- Crispiniano Bosisio : C'est demain qu'il arrive, 1er Quadrille Élégant composé sur des Romances et Chansonnettes de F. Bérat, Labarre, Masini, etc.[5]
- Crispiniano Bosisio : Le Diable à Paris, Quadrille brillant pour Piano[6].
- Crispiniano Bosisio 3 suites de danses nationales, 2 de polkas et une de mazurkas[7].
- Auguste Desblins : Monsieur Chicard (couv+9 p)[8];
- A. Le Carpentier : Un hiver à Paris - Quadrille brillant (couv+10 p)[4];
- Philippe Musard[9],[4] :
  - Le Bal Masqué - Quadrille Populaire - 1843 (couv+9 p)[10].
  - Les Chevaliers-Gardes - Polka russe pour orchestre (couv+8 p)[4];
  - Les Chiffonniers de Paris - Quadrille (couv+5p)[11];
  - Les étudians de Paris - Quadrille de Carnaval - 1844 (couv+13p)[12];
  - La Jeune Amérique - Quadrille sur des motifs américains (couv+4 p)[4];
  - Paillasse à l'Opéra - Quadrille de Carnaval (couv+10 p)[13];
- Camille Schubert : Paris qui dort (couv+7p)[4];
- Jean-Baptiste Joseph Tolbecque :
  - Galop des Tambours - 1839 (couv+3 p)[14];
  - L'habit d'Arlequin (couv+8 p)[4];
- Louis-Antoine Jullien[15],[16]

## Conservation des manuscrits et partitions
On trouve des centaines de partitions de cette musique au Département de la Musique de la Bibliothèque nationale de France. Un petit fonds de cette musique est conservé au Cabinet des Estampes du Musée Carnavalet.
En Angleterre, les archives royales de Windsor conservent un petit fonds de partitions de Philippe Musard, qui fut chef d'orchestre des bals de la reine Victoria. Cependant l'essentiel des partitions de musique festive de danses de Paris au XIXe siècle consultable paraît se trouver à Paris. Les collections publiques belges, par exemple, ne conservent apparemment pas du tout ou très peu de partitions des frères Tolbecque, qui sont ainsi pareillement oubliés dans leur patrie et en France.